# Wilhelm Dieckvoß
Wilhelm Karl Ernst Dieckvoß (auch Dieckvoss; * 5. Oktober 1908 in Hamburg; † 31. Dezember 1982 in Hamburg) war ein deutscher Astronom.

## Leben

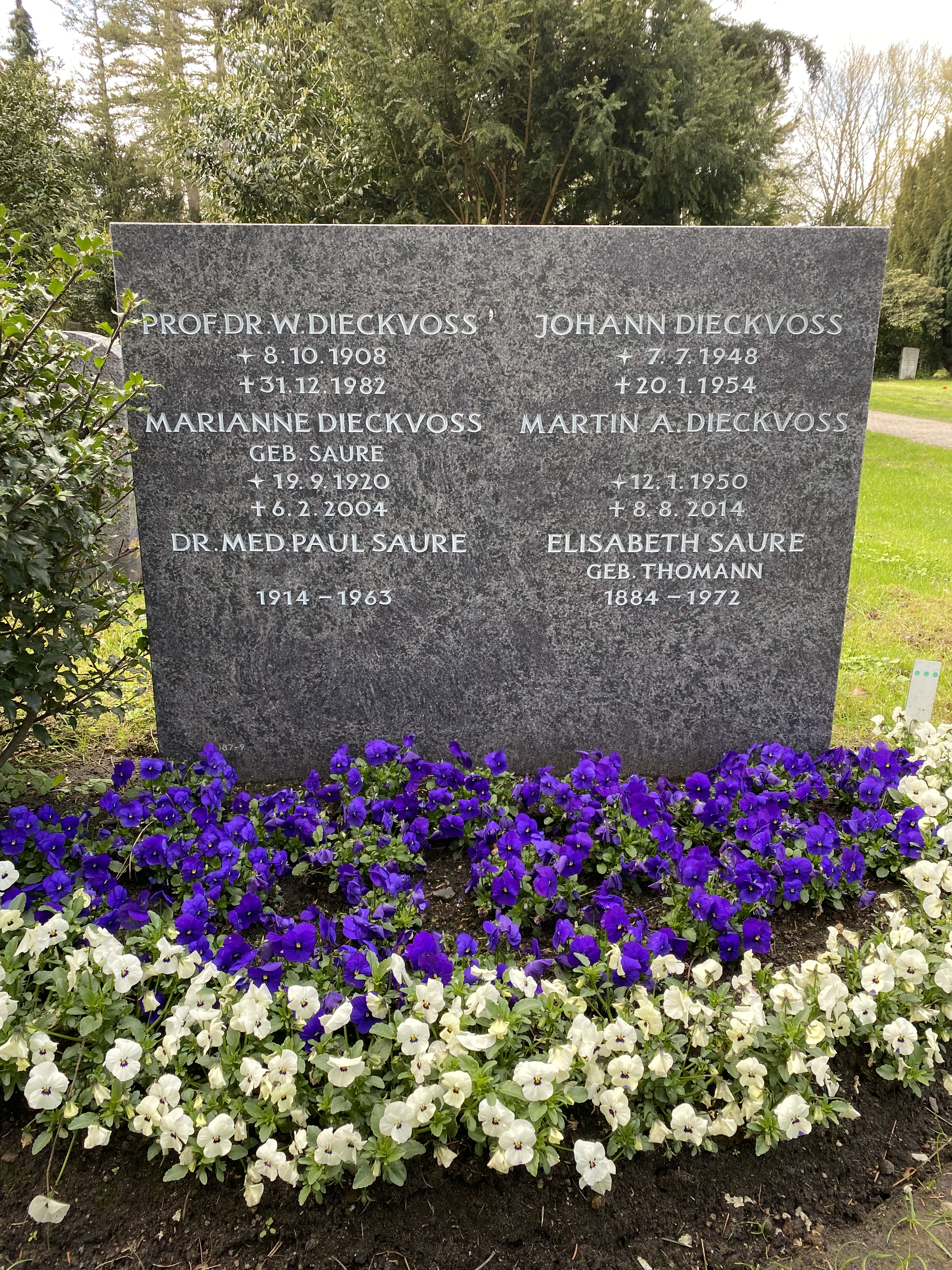
Grabstätte auf dem Friedhof Bergedorf

Dieckvoß ging in Hamburg zur Schule und studierte dort seit Sommer 1927 Astronomie, Mathematik und Physik, was er 1934 mit der Dissertation Photographisch-Photometrische Untersuchungen über die Atmosphärische Extinktion abschloss. Er arbeitete anschließend weiter an der Sternwarte Hamburg-Bergedorf als Assistent, Honorarprofessor, Professor bis zu seiner Pension 1975, und auch danach.
Seine letzte Ruhestätte erhielt Wilhelm Dieckvoß auf dem nahe der Sternwarte gelegenen Friedhof Bergedorf.  

## Werk
Seine Arbeit betrifft Astrometrie, Eigenbewegungen von Sternen, Rotation der Galaxien und der Milchstraße (Bestimmung der Oortschen Konstanten), Bewegung des Sonnensystems um die Milchstraße, Veränderliche Sterne, Astrometrie von Kleinen Planeten, Kometen, Pluto; Verifizierung der relativistischen Lichtablenkung am Sonnenrand, Bestimmung der Lichtgeschwindigkeit, Kosmologie. Er hat die umfangreiche Arbeit der Herausgabe der Sternkataloge AGK2 und AGK3 geleitet und zu erheblichem Anteil selbst durchgeführt, wofür der gesamte in Hamburg sichtbare Himmel fotografiert wurde und aus diesen und älteren Aufnahmen für ca. 300.000 Sterne erheblich genauere sowie konsistente Positionen gewonnen wurden.
1938 entdeckte er in Hamburg-Bergedorf die kleinen Planeten (4297) Eichhorn und (5927) Krogh.

## Ehrungen
Der von Karl Wilhelm Reinmuth 1931 in Heidelberg entdeckte kleine Planet (1706) Dieckvoss (drei Jahre Umlaufszeit) wurde nach ihm benannt.